# Liste des membres de la 39e législature de la Seconde Chambre

Cette liste présente les membres de la 39e législature de la Seconde Chambre des États généraux, la chambre basse des États généraux des Pays-Bas, qui compte 150 sièges. Au total, 150 membres ont été élus lors des élections législatives du 22 novembre 2023 et ont été installés au début du mandat, le 6 décembre 2023. Quatre membres sont des remplaçants (temporaires). La présidence de la Seconde Chambre est assurée par Martin Bosma du Parti pour la liberté (PVV) pour l'intégralité de la mandature.

## Répartition des sièges
|       |                                                  |         |       |       |               |  |  |  |  |  |  |  |  |  |
| Parti | Parti                                            | Abr.    | Total | %     | +/-           |  |  |  |  |  |  |  |  |  |
|       | Parti pour la liberté                            | PVV     | 37    | 23,49 | 20            |  |  |  |  |  |  |  |  |  |
|       | Parti travailliste-Gauche verte                  | GL-PvdA | 25    | 15,75 | 8             |  |  |  |  |  |  |  |  |  |
|       | Parti populaire pour la liberté et la démocratie | VVD     | 24    | 15,24 | 10            |  |  |  |  |  |  |  |  |  |
|       | Nouveau contrat social                           | NSC     | 20    | 12,88 | 20            |  |  |  |  |  |  |  |  |  |
|       | Démocrates 66                                    | D66     | 9     | 6,29  | 15            |  |  |  |  |  |  |  |  |  |
|       | Mouvement agriculteur-citoyen                    | BBB     | 7     | 4,65  | 6             |  |  |  |  |  |  |  |  |  |
|       | Appel chrétien-démocrate                         | CDA     | 5     | 3,31  | 10            |  |  |  |  |  |  |  |  |  |
|       | Parti socialiste                                 | SP      | 5     | 3,15  | 4             |  |  |  |  |  |  |  |  |  |
|       | Denk                                             | DENK    | 3     | 2,37  | en stagnation |  |  |  |  |  |  |  |  |  |
|       | Parti pour les animaux                           | PvdD    | 3     | 2,25  | 3             |  |  |  |  |  |  |  |  |  |
|       | Forum pour la démocratie                         | FVD     | 3     | 2,23  | 5             |  |  |  |  |  |  |  |  |  |
|       | Parti politique réformé                          | SGP     | 3     | 2,08  | en stagnation |  |  |  |  |  |  |  |  |  |
|       | Union chrétienne                                 | CU      | 3     | 2,04  | 2             |  |  |  |  |  |  |  |  |  |
|       | Volt Pays-Bas                                    | Volt    | 2     | 1,71  | 1             |  |  |  |  |  |  |  |  |  |
|       | JA21                                             | JA21    | 1     | 0,68  | 2             |  |  |  |  |  |  |  |  |  |
| Total | Total                                            | Total   | 150   | =     | =             |  |  |  |  |  |  |  |  |  |

## Élus
Tous les membres sont assermentés au début de la législature, y compris ceux qui ne sont pas nouvellement entrés en fonction. Dans cette liste, l'entrée en fonction se réfère donc à la prestation de serment au cours de cette législature, tandis que tous les membres sont automatiquement considérés comme ayant quitté leur fonction à la fin de la législature. Les élus sont présentés par ordre alphabétique.
| Représentant                | Parti | Parti                                            | Abr.    | Entrée en fonction | Départ           | Ref.  |
| --------------------------- | ----- | ------------------------------------------------ | ------- | ------------------ | ---------------- | ----- |
| Max Aardema                 |       | Parti pour la liberté                            | PVV     | 6 décembre 2023    |                  |       |
| Thierry Aartsen             |       | Parti populaire pour la liberté et la démocratie | VVD     | 6 décembre 2023    |                  |       |
| Ismail el Abassi            |       | Denk                                             | DENK    | 6 décembre 2023    |                  |       |
| Fleur Agema                 |       | Parti pour la liberté                            | PVV     | 6 décembre 2023    |                  |       |
| Stephan van Baarle          |       | Denk                                             | DENK    | 6 décembre 2023    |                  |       |
| Mpanzu Bamenga              |       | Démocrates 66                                    | D66     | 6 décembre 2023    |                  |       |
| Thierry Baudet              |       | Forum pour la démocratie                         | FVD     | 6 décembre 2023    |                  |       |
| Bente Becker                |       | Parti populaire pour la liberté et la démocratie | VVD     | 6 décembre 2023    |                  |       |
| Sandra Beckerman            |       | Parti socialiste                                 | SP      | 6 décembre 2023    |                  |       |
| Mirjam Bikker               |       | Union chrétienne                                 | CU      | 6 décembre 2023    |                  |       |
| Reinder Blaauw              |       | Parti pour la liberté                            | PVV     | 6 décembre 2023    |                  |       |
| Henri Bontenbal             |       | Appel chrétien-démocrate                         | CDA     | 6 décembre 2023    |                  |       |
| Maikel Boon                 |       | Parti pour la liberté                            | PVV     | 6 décembre 2023    |                  |       |
| Vincent van den Born        |       | Parti pour la liberté                            | PVV     | 6 décembre 2023    |                  |       |
| Martin Bosma                |       | Parti pour la liberté                            | PVV     | 6 décembre 2023    |                  |       |
| Derk Boswijk                |       | Appel chrétien-démocrate                         | CDA     | 6 décembre 2023    |                  |       |
| Willem Boutkan              |       | Parti pour la liberté                            | PVV     | 6 décembre 2023    |                  |       |
| Ruben Brekelmans            |       | Parti populaire pour la liberté et la démocratie | VVD     | 6 décembre 2023    |                  |       |
| Laura Bromet                |       | Parti travailliste-Gauche verte                  | GL-PvdA | 6 décembre 2023    |                  |       |
| Faith Bruyning              |       | Nouveau contrat social                           | NSC     | 6 décembre 2023    |                  |       |
| Eric van der Burg           |       | Parti populaire pour la liberté et la démocratie | VVD     | 6 décembre 2023    |                  |       |
| Julian Bushoff              |       | Parti travailliste-Gauche verte                  | GL-PvdA | 6 décembre 2023    |                  |       |
| Thom van Campen             |       | Parti populaire pour la liberté et la démocratie | VVD     | 6 décembre 2023    |                  |       |
| Don Ceder                   |       | Union chrétienne                                 | CU      | 6 décembre 2023    |                  |       |
| Glimina Chakor              |       | Parti travailliste-Gauche verte                  | GL-PvdA | 6 décembre 2023    |                  |       |
| René Claassen               |       | Parti pour la liberté                            | PVV     | 6 décembre 2023    |                  |       |
| Patrick Crijns              |       | Parti pour la liberté                            | PVV     | 6 décembre 2023    |                  |       |
| Laurens Dassen              |       | Volt Pays-Bas                                    | Volt    | 6 décembre 2023    |                  |       |
| Marco Deen                  |       | Parti pour la liberté                            | PVV     | 6 décembre 2023    |                  |       |
| Jimmy Dijk                  |       | Parti socialiste                                 | SP      | 6 décembre 2023    |                  |       |
| Teun van Dijck              |       | Parti pour la liberté                            | PVV     | 6 décembre 2023    |                  |       |
| Diederik van Dijk           |       | Parti politique réformé                          | SGP     | 6 décembre 2023    |                  |       |
| Emiel van Dijk              |       | Parti pour la liberté                            | PVV     | 6 décembre 2023    |                  |       |
| Inge van Dijk               |       | Appel chrétien-démocrate                         | CDA     | 6 décembre 2023    |                  |       |
| Olger van Dijk              |       | Nouveau contrat social                           | NSC     | 6 décembre 2023    |                  |       |
| Sarah Dobbe                 |       | Parti socialiste                                 | SP      | 13 décembre 2023   |                  | [ 2 ] |
| Joost Eerdmans              |       | JA21                                             | JA21    | 6 décembre 2023    |                  |       |
| Wendy van Eijk-Nagel        |       | Parti populaire pour la liberté et la démocratie | VVD     | 6 décembre 2023    |                  |       |
| Ulysse Ellian               |       | Parti populaire pour la liberté et la démocratie | VVD     | 6 décembre 2023    |                  |       |
| Doğukan Ergin               |       | Denk                                             | DENK    | 6 décembre 2023    |                  |       |
| Silvio Erkens               |       | Parti populaire pour la liberté et la démocratie | VVD     | 6 décembre 2023    |                  |       |
| Eric Esser                  |       | Parti pour la liberté                            | PVV     | 6 décembre 2023    |                  |       |
| Marjolein Faber             |       | Parti pour la liberté                            | PVV     | 6 décembre 2023    |                  |       |
| André Flach                 |       | Parti politique réformé                          | SGP     | 6 décembre 2023    |                  |       |
| Geert Gabriëls              |       | Parti travailliste-Gauche verte                  | GL-PvdA | 6 décembre 2023    |                  |       |
| Dion Graus                  |       | Parti pour la liberté                            | PVV     | 6 décembre 2023    |                  |       |
| Pieter Grinwis              |       | Union chrétienne                                 | CU      | 6 décembre 2023    |                  |       |
| Peter de Groot              |       | Parti populaire pour la liberté et la démocratie | VVD     | 6 décembre 2023    |                  |       |
| Tjeerd de Groot             |       | Démocrates 66                                    | D66     | 12 décembre 2023   |                  |       |
| Peter van Haasen            |       | Parti pour la liberté                            | PVV     | 6 décembre 2023    |                  |       |
| Eelco Heinen                |       | Parti populaire pour la liberté et la démocratie | VVD     | 6 décembre 2023    |                  |       |
| Lilian Helder               |       | Mouvement agriculteur-citoyen                    | BBB     | 6 décembre 2023    |                  |       |
| Sophie Hermans              |       | Parti populaire pour la liberté et la démocratie | VVD     | 6 décembre 2023    |                  |       |
| Rosanne Hertzberger         |       | Nouveau contrat social                           | NSC     | 6 décembre 2023    |                  |       |
| Hidde Heutink               |       | Parti pour la liberté                            | PVV     | 6 décembre 2023    |                  |       |
| Eddy van Hijum              |       | Nouveau contrat social                           | NSC     | 6 décembre 2023    |                  |       |
| Jacqueline van den Hil      |       | Parti populaire pour la liberté et la démocratie | VVD     | 12 décembre 2023   |                  |       |
| Daniëlle Hirsch             |       | Parti travailliste-Gauche verte                  | GL-PvdA | 6 décembre 2023    |                  |       |
| Patrick van der Hoeff       |       | Parti pour la liberté                            | PVV     | 6 décembre 2023    |                  |       |
| Harm Holman                 |       | Nouveau contrat social                           | NSC     | 6 décembre 2023    |                  |       |
| Habtamu de Hoop             |       | Parti travailliste-Gauche verte                  | GL-PvdA | 6 décembre 2023    |                  |       |
| Folkert Idsinga             |       | Nouveau contrat social                           | NSC     | 6 décembre 2023    |                  |       |
| Danielle Jansen             |       | Nouveau contrat social                           | NSC     | 6 décembre 2023    |                  |       |
| Freek Jansen                |       | Forum pour la démocratie                         | FVD     | 6 décembre 2023    |                  |       |
| Rob Jetten                  |       | Démocrates 66                                    | D66     | 6 décembre 2023    |                  |       |
| Leon de Jong                |       | Parti pour la liberté                            | PVV     | 6 décembre 2023    |                  |       |
| Agnes Joseph                |       | Nouveau contrat social                           | NSC     | 6 décembre 2023    |                  |       |
| Isa Kahraman                |       | Nouveau contrat social                           | NSC     | 6 décembre 2023    |                  |       |
| Roelien Kamminga            |       | Parti populaire pour la liberté et la démocratie | VVD     | 6 décembre 2023    |                  |       |
| Barbara Kathmann            |       | Parti travailliste-Gauche verte                  | GL-PvdA | 6 décembre 2023    |                  |       |
| Mona Keijzer                |       | Mouvement agriculteur-citoyen                    | BBB     | 6 décembre 2023    |                  |       |
| Bart van Kent               |       | Parti socialiste                                 | SP      | 6 décembre 2023    |                  |       |
| Arend Kisteman              |       | Parti populaire pour la liberté et la démocratie | VVD     | 6 décembre 2023    |                  |       |
| Jesse Klaver                |       | Parti travailliste-Gauche verte                  | GL-PvdA | 6 décembre 2023    |                  |       |
| Marieke Koekkoek            |       | Volt Pays-Bas                                    | Volt    | 6 décembre 2023    |                  |       |
| Alexander Kops              |       | Parti pour la liberté                            | PVV     | 6 décembre 2023    |                  |       |
| Daan de Kort                |       | Parti populaire pour la liberté et la démocratie | VVD     | 6 décembre 2023    |                  |       |
| Ines Kostić                 |       | Parti pour les animaux                           | PvdD    | 6 décembre 2023    |                  |       |
| Suzanne Kröger              |       | Parti travailliste-Gauche verte                  | GL-PvdA | 6 décembre 2023    |                  |       |
| Harmen Krul                 |       | Appel chrétien-démocrate                         | CDA     | 6 décembre 2023    |                  |       |
| Esmah Lahlah                |       | Parti travailliste-Gauche verte                  | GL-PvdA | 6 décembre 2023    |                  |       |
| Tom van der Lee             |       | Parti travailliste-Gauche verte                  | GL-PvdA | 6 décembre 2023    |                  |       |
| Senna Maatoug               |       | Parti travailliste-Gauche verte                  | GL-PvdA | 6 décembre 2023    |                  |       |
| Barry Madlener              |       | Parti pour la liberté                            | PVV     | 6 décembre 2023    |                  |       |
| Vicky Maeijer               |       | Parti pour la liberté                            | PVV     | 6 décembre 2023    |                  |       |
| Lilian Marijnissen          |       | Parti socialiste                                 | SP      | 6 décembre 2023    | 12 décembre 2023 | [ 3 ] |
| Gidi Markuszower            |       | Parti pour la liberté                            | PVV     | 6 décembre 2023    |                  |       |
| Claire Martens              |       | Parti populaire pour la liberté et la démocratie | VVD     | 6 décembre 2023    |                  |       |
| Rachel van Meetelen         |       | Parti pour la liberté                            | PVV     | 6 décembre 2023    |                  |       |
| Gideon van Meijeren         |       | Forum pour la démocratie                         | FVD     | 6 décembre 2023    |                  |       |
| Wim Meulenkamp              |       | Parti populaire pour la liberté et la démocratie | VVD     | 6 décembre 2023    |                  |       |
| Ingrid Michon-Derkzen       |       | Parti populaire pour la liberté et la démocratie | VVD     | 6 décembre 2023    |                  |       |
| Mohammed Mohandis           |       | Parti travailliste-Gauche verte                  | GL-PvdA | 6 décembre 2023    |                  |       |
| Jeremy Mooiman              |       | Parti pour la liberté                            | PVV     | 6 décembre 2023    |                  |       |
| Edgar Mulder                |       | Parti pour la liberté                            | PVV     | 6 décembre 2023    |                  |       |
| Songül Mutluer              |       | Parti travailliste-Gauche verte                  | GL-PvdA | 6 décembre 2023    |                  |       |
| Jeanet Nijhof-Leeuw         |       | Parti pour la liberté                            | PVV     | 6 décembre 2023    |                  |       |
| Michiel van Nispen          |       | Parti socialiste                                 | SP      | 6 décembre 2023    |                  |       |
| Jimme Nordkamp              |       | Parti travailliste-Gauche verte                  | GL-PvdA | 6 décembre 2023    |                  |       |
| Pieter Omtzigt              |       | Nouveau contrat social                           | NSC     | 6 décembre 2023    |                  |       |
| Tjebbe van Oostenbruggen    |       | Nouveau contrat social                           | NSC     | 6 décembre 2023    |                  |       |
| Esther Ouwehand             |       | Parti pour les animaux                           | PvdD    | 6 décembre 2023    |                  |       |
| Sandra Palmen-Schlangen     |       | Nouveau contrat social                           | NSC     | 6 décembre 2023    |                  |       |
| Jan Paternotte              |       | Démocrates 66                                    | D66     | 6 décembre 2023    |                  |       |
| Mariëtte Patijn             |       | Parti travailliste-Gauche verte                  | GL-PvdA | 6 décembre 2023    |                  |       |
| Mariëlle Paul               |       | Parti populaire pour la liberté et la démocratie | VVD     | 6 décembre 2023    |                  |       |
| Wieke Paulusma              |       | Démocrates 66                                    | D66     | 6 décembre 2023    |                  |       |
| Cor Pierik                  |       | Mouvement agriculteur-citoyen                    | BBB     | 6 décembre 2023    |                  |       |
| Anita Pijpelink             |       | Parti travailliste-Gauche verte                  | GL-PvdA | 6 décembre 2023    |                  |       |
| Kati Piri                   |       | Parti travailliste-Gauche verte                  | GL-PvdA | 6 décembre 2023    |                  |       |
| Caroline van der Plas       |       | Mouvement agriculteur-citoyen                    | BBB     | 6 décembre 2023    |                  |       |
| Anne-Marijke Podt           |       | Démocrates 66                                    | D66     | 6 décembre 2023    |                  |       |
| Joeri Pool                  |       | Parti pour la liberté                            | PVV     | 6 décembre 2023    |                  |       |
| Wytske Postma               |       | Nouveau contrat social                           | NSC     | 6 décembre 2023    |                  |       |
| Queeny Rajkowski            |       | Parti populaire pour la liberté et la démocratie | VVD     | 6 décembre 2023    | 7 décembre 2023  | [ 4 ] |
| Dennis Ram                  |       | Parti pour la liberté                            | PVV     | 6 décembre 2023    |                  |       |
| Ilana Rooderkerk            |       | Démocrates 66                                    | D66     | 6 décembre 2023    | 7 décembre 2023  | [ 5 ] |
| Raymond de Roon             |       | Parti pour la liberté                            | PVV     | 6 décembre 2023    |                  |       |
| Jesse Six Dijkstra          |       | Nouveau contrat social                           | NSC     | 6 décembre 2023    |                  |       |
| Elke Slagt-Tichelman        |       | Parti travailliste-Gauche verte                  | GL-PvdA | 6 décembre 2023    |                  |       |
| Peter Smitskam              |       | Parti pour la liberté                            | PVV     | 6 décembre 2023    |                  |       |
| Joost Sneller               |       | Démocrates 66                                    | D66     | 6 décembre 2023    |                  |       |
| Aant-Jelle Soepboer         |       | Nouveau contrat social                           | NSC     | 6 décembre 2023    |                  |       |
| Chris Stoffer               |       | Parti politique réformé                          | SGP     | 6 décembre 2023    |                  |       |
| Luc Stultiens               |       | Parti travailliste-Gauche verte                  | GL-PvdA | 6 décembre 2023    |                  |       |
| Marijke Synhaeve            |       | Démocrates 66                                    | D66     | 12 décembre 2023   |                  |       |
| Christine Teunissen         |       | Parti pour les animaux                           | PvdD    | 6 décembre 2023    |                  |       |
| Joris Thijssen              |       | Parti travailliste-Gauche verte                  | GL-PvdA | 6 décembre 2023    |                  |       |
| Judith Tielen               |       | Parti populaire pour la liberté et la démocratie | VVD     | 6 décembre 2023    |                  |       |
| Frans Timmermans            |       | Parti travailliste-Gauche verte                  | GL-PvdA | 6 décembre 2023    |                  |       |
| Mikal Tseggai               |       | Parti travailliste-Gauche verte                  | GL-PvdA | 6 décembre 2023    |                  |       |
| Gijs Tuinman                |       | Mouvement agriculteur-citoyen                    | BBB     | 6 décembre 2023    |                  |       |
| Judith Uitermark            |       | Nouveau contrat social                           | NSC     | 6 décembre 2023    |                  |       |
| Jan Valize                  |       | Parti pour la liberté                            | PVV     | 6 décembre 2023    |                  |       |
| Eline Vedder                |       | Appel chrétien-démocrate                         | CDA     | 6 décembre 2023    |                  |       |
| Martine van der Velde       |       | Parti pour la liberté                            | PVV     | 6 décembre 2023    |                  |       |
| Caspar Veldkamp             |       | Nouveau contrat social                           | NSC     | 6 décembre 2023    |                  |       |
| Hester Veltman-Kamp         |       | Parti populaire pour la liberté et la démocratie | VVD     | 6 décembre 2023    |                  |       |
| Henk Vermeer                |       | Mouvement agriculteur-citoyen                    | BBB     | 6 décembre 2023    |                  |       |
| Hans Vijlbrief              |       | Démocrates 66                                    | D66     | 6 décembre 2023    |                  |       |
| Elmar Vlottes               |       | Parti pour la liberté                            | PVV     | 6 décembre 2023    |                  |       |
| Marina Vondeling            |       | Parti pour la liberté                            | PVV     | 6 décembre 2023    |                  |       |
| Henk de Vree                |       | Parti pour la liberté                            | PVV     | 6 décembre 2023    |                  |       |
| Aukje de Vries              |       | Parti populaire pour la liberté et la démocratie | VVD     | 6 décembre 2023    |                  |       |
| Nicolien van Vroonhoven-Kok |       | Nouveau contrat social                           | NSC     | 6 décembre 2023    |                  |       |
| Christianne van der Wal     |       | Parti populaire pour la liberté et la démocratie | VVD     | 6 décembre 2023    |                  |       |
| Merlien Welzijn             |       | Nouveau contrat social                           | NSC     | 6 décembre 2023    |                  |       |
| Hanneke van der Werf        |       | Démocrates 66                                    | D66     | 6 décembre 2023    | 7 décembre 2023  | [ 6 ] |
| Lisa Westerveld             |       | Parti travailliste-Gauche verte                  | GL-PvdA | 6 décembre 2023    |                  |       |
| Raoul White                 |       | Parti travailliste-Gauche verte                  | GL-PvdA | 6 décembre 2023    |                  |       |
| Geert Wilders               |       | Parti pour la liberté                            | PVV     | 6 décembre 2023    |                  |       |
| Dilan Yeşilgöz-Zegerius     |       | Parti populaire pour la liberté et la démocratie | VVD     | 6 décembre 2023    |                  |       |
| Claudia van Zanten          |       | Mouvement agriculteur-citoyen                    | BBB     | 6 décembre 2023    |                  |       |
| Femke Zeedijk-Raeven        |       | Nouveau contrat social                           | NSC     | 6 décembre 2023    |                  |       |